# Крыжановская, Вера Ивановна
Крыжано́вская, Ве́ра Ива́новна (в замужестве Семёнова; псевдоним Ро́честер, Rochester W. I.; 2 (14) июня 1857 — 29 декабря 1924) — русская романистка.

## Биография
Родилась 2 июня (по старому стилю) 1857 года в Варшаве, где отец её — генерал-майор артиллерии Иван Антонович Крыжановский — командовал артиллерийской бригадой. Отец — из старинного дворянского рода Тамбовской губернии, мать, Аврелия Григорьевна, была дочерью врача-фармацевта. Получила домашнее образование. Детство провела в Санкт-Петербурге.
В 1872 году, после смерти отца в (1871), была принята в Екатерининский институт (Фонтанка, 36), где обучалась за казённый счёт («казеннокоштной воспитанницей»). Прервала обучение в институте в 1877 году.
В 1880 году[уточнить] вышла замуж. Муж — Сергей Валерианович Семенов 1864 рождения, чиновник Собственной ЕИВ канцелярии, камергер, с 1905 года действительный статский советник. С 1900 года был библиотекарем и членом совета, позже — председателем совета «кружка для исследований в области психизма». Принимал деятельное участие в литературной карьере жены: занимался переводом её произведений с французского языка на русский и организацией их публикации. После революции остался в России. Умер в тюрьме в Петрограде.
В 1880 г. уезжает во Францию. Входила в круг Папюса. На писательницу оказали значительное влияние оккультные доктрины Е. П. Блаватской и Аллана Кардека, занималась оккультизмом, выступала на сеансах в качестве медиума.
В 1886 г. у писательницы в Париже вышла первая книга — историческая повесть «Episode de la vie de Tibere» (В русском переводе «Эпизод из жизни Тиберия», 1906).
Следуя традиции, распространенной среди спиритов, писательница утверждала, что её романы были продиктованы ей духом английского поэта Джона Уилмота, графа Рочестера, верившего в посмертное существование души на земле. Поэтому она ставила на все свои книги этот псевдоним, рядом со своей фамилией. Писала на французском языке, а затем переводила на русский.
Написала и издала более 80 романов и повестей.
После революции, в 1920 (?) г. эмигрировала в Эстонию, вместе с дочерью, Тамарой Сергеевной Семёновой (1886? — 1932, Берлин). Умерла 29 декабря 1924 года в Таллине.
Похоронена на Александро-Невском кладбище в Таллине.

## Исторический цикл
В 1880—1890-е гг., живя в Париже написала несколько историко-оккультных романов: «Фараон Мернефта» (1888), «Царица Хатасу» (1894), «Сим победиши» (1893), «Месть еврея» (1890) и др. Исторические произведения писательницы привлекли к себе внимание читающей публики.
Писательнице удавалось передавать дух исторической эпохи, отображенной в романах, произведения насыщены множеством интересных деталей. В 1905 г. критик В. П. Буренин, высоко оценив роман «Царица Хатасу», отмечал, что «мадам Крыжановская» знает быт древних египтян «может быть даже лучше, чем прославленный исторический романист Эберс» «Новое время», 1895, 13 янв.). В 1899 г. , напротив, А. М. Горький критиковал, в своей работе «Ванькина литература» (1899), прозу Крыжановской, отмечая, что «писательница ориентируется на малокультурного обывателя.»
В 1899 году за роман «Железный канцлер Древнего Египта» (1899) Французская академия наук удостоила писательницу титула «Офицер Французской Академии».
В 1907 году Российская академия наук высоко оценила роман «Светочи Чехии» (1903).

## Оккультно — космологический цикл
Параллельно с историческим циклом В. И. Крыжановская начала серию романов «чистой» фантастики — «оккультно-космологический цикл» (определение самой Крыжановской).
Основная тема её фантастических романов — вселенская борьба божественных и сатанинских сил, взаимозависимость скрытых сил в человеке и космосе, тайны первородной материи, тайны реинкарнации сознания и душ.
Спиритуалистическая и научно-фантастическая линии закрепились в ранних романах «Заколдованный замок» (1898), «Два сфинкса» (1900), «Урна» (1900) и во всем блеске раскрылись в самой популярной серии В. И. Крыжановской — пенталогии «Маги», в которую вошли романы «Жизненный эликсир» (1901), «Маги» (1902), «Гнев Божий» (1909), «Смерть планеты» (1911) и «Законодатели» (1916).
Рассказы Крыжановской в жанре фантастических романов отвечают оккультной моде начала XX в., поскольку подобные романы часто служили средством распространение эзотерических идей и практик. 

## Произведения
женские романы:
- Торжище брака (СПб., 1893)
- Рекенштейны (СПб., 1894)
- Рай без Адама (П., 1917)
- Голгофа женщины
- Месть еврея
- Болотный цветок (1912)
- Кобра Капелла (1902)
- Варфоломеевская ночь 1896

исторические романы:
- о Древнем Египте
  - Два сфинкса, Спб, 1892
  - Царица Хатасу, СПб., 1894
  - Железный канцлер древнего Египта, СПб., 1899 (знак отличия Французской академии)
  - Фараон Мернефта, СПб., 1907
- о Древнем Риме
  - Сим победиши, СПб., 1893
  - Геркуланум, СПб., 1895
  - Эпизод из жизни Тиберия, СПб., 1906
- о Средневековье
  - На рубеже, СПб., 1901
  - Светочи Чехии, СПб., 1904 (почетный отзыв Академии наук)
  - Бенедиктинское аббатство, СПб., 1908

оккультные романы:
- На соседней планете, СПб., 1903
- Адские чары, СПб., 1910
- В ином мире, СПб., 1911
- Дочь колдуна, СПб., 1913
- В царстве тьмы, СПб., 1914
- Мертвая петля 1906
- Злой дух (1932)
- Из Мрака к Свету. 1904
- Летун 1933
- пенталогия
  - Эликсир жизни, СПб., 1901
  - Маги, СПб., 1902
  - Гнев божий, СПб., 1910
  - Смерть планеты, СПб., 1911
  - Законодатели, П., 1916